# Felix Uhlmann

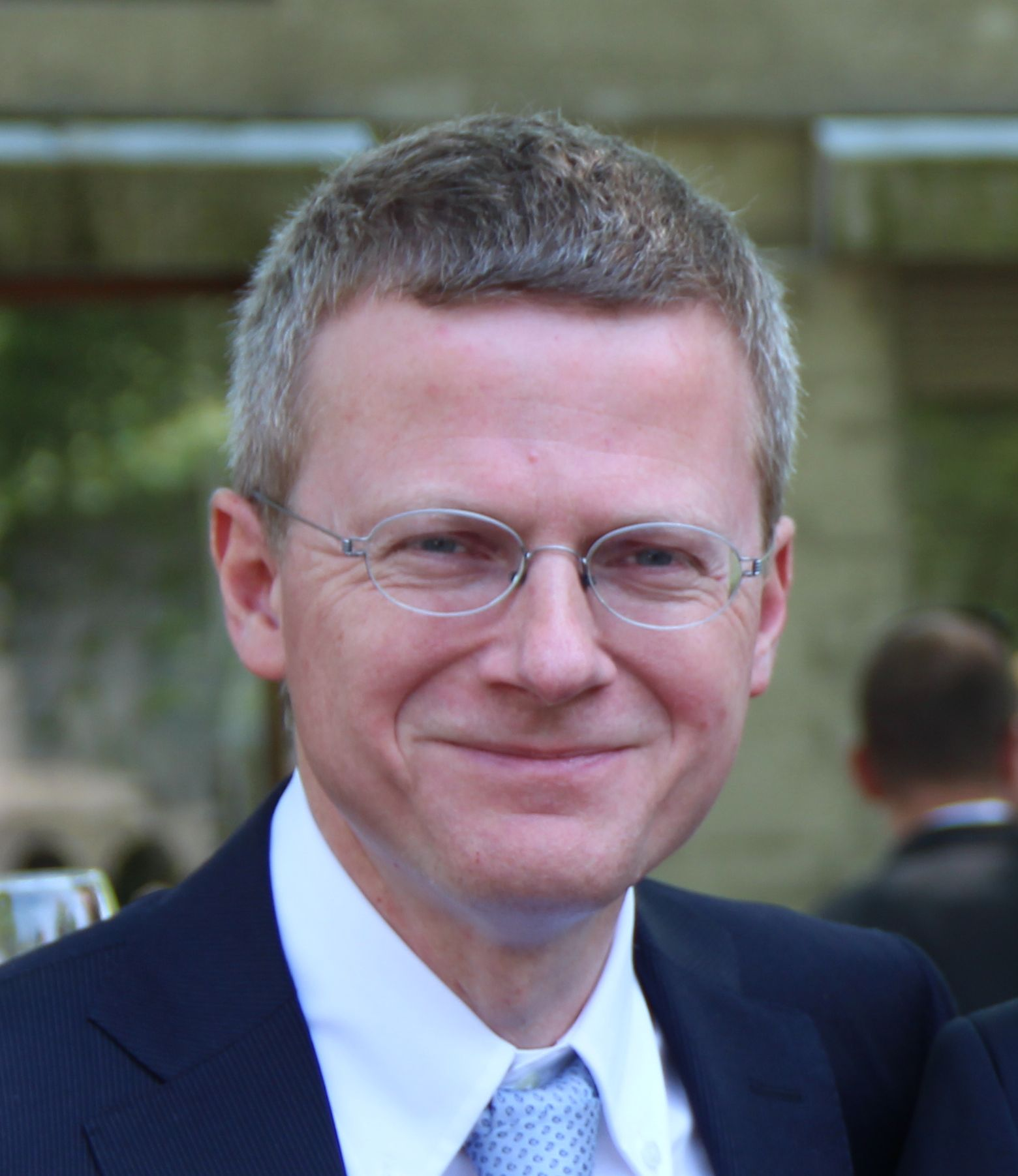
Felix Uhlmann (2020)

Felix Uhlmann (* 23. April 1969 in Basel, heimatberechtigt in Huttwil, Kanton Bern) ist ein Schweizer Rechtswissenschafter.

## Leben
Uhlmann studierte an der Universität Basel Rechtswissenschaft und promovierte dort 1996 bei René Rhinow zum Thema «Gewinnorientiertes Staatshandeln». Zudem erwarb er einen Nebenfachabschluss in Volkswirtschaftslehre. Nach einem LL. M.-Studium an der Harvard Law School und seiner Habilitation (zum Thema «Willkürverbot») wurde er 2004 Assistenzprofessor an der Universität Basel. 2006 wurde er zum Extraordinarius an die Universität Zürich berufen, wo er den Lehrstuhl für Staats- und Verwaltungsrecht sowie Rechtsetzungslehre und die Leitung des Zentrums für Rechtssetzungslehre von Georg Müller übernahm. Er ist Konsulent bei der Anwaltskanzlei Wenger Plattner, wo er zuvor während einiger Jahre als Advokat tätig gewesen war.
2023 veröffentlichte Uhlmann die Erzählung Der letzte Stand des Irrtums über einen wegen seiner Herkunft eingesperrten Ingenieur.

## Mitgliedschaften
Uhlmann ist Vorstandsmitglied des Literaturhauses Basel. Zudem ist er Mitglied der Steuerrekurskommission des Kantons Basel-Stadt. Anfang 2010 wurde er vom Bundesrat in den Stiftungsrat der Pro Helvetia gewählt; er gehört als 2. Vizepräsident dem Leitenden Ausschuss an.
Als Schachspieler hatte Uhlmann zuletzt eine Elo-Zahl von 2177. Seit 1995 ist er Mitglied des Verbandsschiedsgerichts des Schweizerischen Schachbunds.

## Veröffentlichungen (Auswahl)
- Felix Uhlmann: Gewinnorientiertes Staatshandeln: Möglichkeiten und Zulässigkeit gewinnorientierter staatlicher Eigenbetätigung aus wirtschaftsverfassungsrechtlicher Sicht (Diss.), Helbing und Lichtenhahn Verlag, Frankfurt a. M./Bern 1997, ISBN 978-3-7190-1615-9
- Ulrich Häfelin, Georg Müller, Felix Uhlmann: Allgemeines Verwaltungsrecht , 8. Auflage, Dike Verlag, Zürich 2020, ISBN 978-3-03891-221-7
- Isabelle Häner, Andreas Lienhard, Felix Uhlmann, Stefan Vogel, Markus Kern, Alberto Ackermann: Besonderes Bundesverwaltungsrecht, Helbing Lichtenhahn Verlag, Bern 2021, ISBN 978-3-7190-4411-4
- Thierry Tanquerel/Felix Uhlmann/Marius Roth: Der Regierungsrat als Beschwerdeinstanz im Verwaltungsverfahren = Le conseil d'etat dans le contentieux administratif (Deutsch/französisch), Dike Verlag, Zürich/St. Gallen 2021, ISBN 978-3-03891-370-2
- Felix Uhlmann/Stefan Höfler (Hrsg.): Notrecht in der Corona-Krise /: 19. Jahrestagung des Zentrums für Rechtsetzungslehre, Dike Verlag, Zürich 2021, ISBN 978-3-03891-351-1